# THEM4
THEM4 (англ. Thioesterase superfamily member 4) – білок, який кодується однойменним геном, розташованим у людей на 1-й хромосомі. Довжина поліпептидного ланцюга білка становить 240 амінокислот, а молекулярна маса — 27 130.
| 10         |  | 20         |  | 30         |  | 40         |  | 50         |
| ---------- |  | ---------- |  | ---------- |  | ---------- |  | ---------- |
| MLRSCAARLR |  | TLGALCLPPV |  | GRRLPGSEPR |  | PELRSFSSEE |  | VILKDCSVPN |
| PSWNKDLRLL |  | FDQFMKKCED |  | GSWKRLPSYK |  | RTPTEWIQDF |  | KTHFLDPKLM |
| KEEQMSQAQL |  | FTRSFDDGLG |  | FEYVMFYNDI |  | EKRMVCLFQG |  | GPYLEGPPGF |
| IHGGAIATMI |  | DATVGMCAMM |  | AGGIVMTANL |  | NINYKRPIPL |  | CSVVMINSQL |
| DKVEGRKFFV |  | SCNVQSVDEK |  | TLYSEATSLF |  | IKLNPAKSLT |  |            |

A: Аланін

C: Цистеїн

D: Аспарагінова кислота

E: Глутамінова кислота

F: Фенілаланін

G: Гліцин

H: Гістидин

I: Ізолейцин

K: Лізин

L: Лейцин

M: Метіонін

N: Аспарагін

P: Пролін

Q: Глутамін

R: Аргінін

S: Серин

T: Треонін

V: Валін

W: Триптофан

Кодований геном білок за функціями належить до гідролаз, фосфопротеїнів. 
Задіяний у таких біологічних процесах, як апоптоз, метаболізм жирних кислот, метаболізм ліпідів, ацетилювання. 
Локалізований у клітинній мембрані, цитоплазмі, мембрані, мітохондрії, внутрішній мембрані мітохондрії, клітинних відростках.